# Новино (Кольчугинский район)
Новино — деревня в Кольчугинском районе Владимирской области России, входит в состав Раздольевского сельского поселения.

## География
Деревня расположена в 25 км на юго-восток от центра поселения посёлка Раздолье и в 31 км на юго-восток от райцентра города Кольчугино.

## История
В писцовых книгах 1637 года деревня Новины значилась старинной вотчиной вдовы Марьи Мячковой.
В конце XIX — начале XX века деревня входила в состав Дубковской волости Покровского уезда, с 1925 года — в составе Кольчугинской волости Александровского уезда. В 1859 году в деревне числилось 8 дворов, в 1905 году — 17 дворов, в 1926 году — 21 дворов.
С 1929 года деревня входила в состав Святковского сельсовета Кольчугинского района, с 1954 года — в составе Ельцинского сельсовета, с 2005 года — в составе Раздольевского сельского поселения.

## Население
| 1859 | 1905 | 1926 | 2002 | 2010 | 2021 |
| ---- | ---- | ---- | ---- | ---- | ---- |
| 47   | ↗103 | ↘90  | ↘2   | ↘1   | ↘0   |